# エリ・ダサ
エリ・ダサ（ヘブライ語: אלי דסה、1992年12月3日 - ）は、イスラエルのサッカー選手。イスラエル代表。ポジションはDF。

## クラブ歴
ネタニヤでベタ・イスラエルの家系に生まれた。マッカビ・テルアビブFCの下部組織でサッカーを始め、ベイタル・エルサレムFCの下部組織に移った。2010年7月31日にベイタル・エルサレムでトップチーム初出場。2012年9月12日にプロ初得点。
7月9日のUEFAヨーロッパリーグ 2015-16 予選で移籍後初出場及びUEFA主催試合初出場。しかし翌月10日に下部組織時代に在籍した王者マッカビ・テルアビブに移籍。
2019年夏にエールディヴィジのフィテッセに移籍した。
2022年9月7日、FCディナモ・モスクワに移籍した。

## 代表歴
U-21代表としてUEFA U-21欧州選手権2013に出場した。
2015年9月3日に行われたアンドラ代表戦でA代表初出場。

## 家族
弟のオル・ダサもサッカー選手。